# Knebel Kirke
Knebel Kirke står på en bakke ved Knebel Vig og er fra omkring 1170. Altertavlen er skabt af Bjørn Nørgaard og indviet i 4. februar 2001 efter hærværk mod kirken.
Kirken er stort set arkitektonisk identisk med den nu nedrevne Rolsø kirke, ved Rolsø Kapel.
- Kirkebøsse
- Indgangsparti

- Kirkeskib
- Kirken

## Reference
1. ↑  "Alter i Knebel kirke". Arkiveret fra originalen 28. oktober 2005. Hentet 6. juli 2010.